# Something Beautiful (Lied)
Something Beautiful (englisch für: „Etwas Schönes“) ist ein Lied des britischen Popsängers Robbie Williams aus dem Jahr 2003.

## Entstehung und Veröffentlichung
Das Lied wurde vom Interpreten selbst, zusammen mit Guy Chambers, geschrieben beziehungsweise komponiert. Chambers zeichnete darüber hinaus mit Steve Power für die Produktion verantwortlich.
Die Erstveröffentlichung von Something Beautiful erfolgte als Teil von Williams’ fünften Studioalbum Escapology am 18. November 2002. Am 7. Juli 2003 erschien es als dritte Singleauskopplung aus dem Album.

## Musikvideo
Das Musikvideo zu Something Beautiful entstand unter der Regie von Michael Matheson und James Tonkin. Es zeigt Fans aus der ganzen Welt von Williams, die bei Pop Idol auftreten. Es zählte bis August 2023 über 3,8 Millionen Aufrufe bei YouTube.

## Charts und Chartplatzierungen
| ChartsChartplatzierungen     | Höchstplatzierung | Wochen |
| ---------------------------- | ----------------- | ------ |
| Deutschland (GfK)            | 46 (9 Wo.)        | 9      |
| Österreich (Ö3)              | 19 (11 Wo.)       | 11     |
| Schweiz (IFPI)               | 52 (10 Wo.)       | 10     |
| Vereinigtes Königreich (OCC) | 3 (8 Wo.)         | 8      |

| ChartsJahrescharts (2003)    | Platzierung |
| ---------------------------- | ----------- |
| Vereinigtes Königreich (OCC) | 93          |